# 克林頓鎮區 (密歇根州馬科姆縣)
克林頓鎮區（英語：Clinton Township）是位於美國密歇根州馬科姆縣的一個特設鎮區。

## 地方資料
克林頓鎮區的面積為73.48平方千米，當中陸地面積為72.59平方千米，而水域面積為0.89平方千米。根據2020年美國人口普查的數據，當地共有人口100513人，而人口密度為每平方千米1,367.9人。